# Matelea velutinoides
Matelea velutinoides är en oleanderväxtart som beskrevs av W.D.Stevens. Matelea velutinoides ingår i släktet Matelea och familjen oleanderväxter. Inga underarter finns listade i Catalogue of Life.